# Virgilio (Italia)
Virgilio (Vergìli in dialetto mantovano) è stato un comune della provincia di Mantova in Lombardia, soppresso nel 2014. Il suo territorio è stato aggregato al nuovo comune sparso di Borgo Virgilio. La sede comunale del comune di Virgilio era nella frazione di Cerese. 

## Storia
La compagine territoriale di Virgilio fu istituita nella Lombardia austriaca nel 1784, col nome di Quattroville, quale ente locale rappresentativo delle comunità ex mantovane di Bellaguarda, Cerese, Parenza e Pietole, in seguito divenuto comune, il 12 febbraio 1816, dopo la nuova compartimentazione territoriale del Regno Lombardo-Veneto. Quando venne inserito, il 9 febbraio 1868, nella ricostituita provincia di Mantova, aveva una popolazione di 2 668 abitanti.
Nel 1883 assunse l'attuale denominazione in onore del poeta latino Publio Virgilio Marone, nato ad Andes che, secondo la tradizione, corrisponde all'odierna Pietole Vecchia, a poca distanza dall'attuale Pietole. Nel 1901 dal comune di Virgilio fu staccata la frazione di Te, aggregata al comune di Mantova. Un'altra cessione di territorio a favore di Mantova avvenne nel 1925.
Il comune era gemellato con Succivo, Orta di Atella e Frattaminore, poiché Virgilio compose alcune bucoliche nell'agro atellano. Con referendum popolare consultivo tenutosi in data 1º dicembre 2013 è stata accolta la proposta di fusione col comune di Borgoforte. Con la stessa consultazione referendaria i cittadini dei due comuni hanno scelto la nuova denominazione: Borgo Virgilio. Il Consiglio della Regione Lombardia, nella seduta del 21 gennaio 2014, ha infine votato a favore della fusione.

### Simboli
Lo stemma e il gonfalone erano stati concessi con decreto del presidente della Repubblica del 5 giugno 1951.
Il gonfalone era un drappo di azzurro.

## Società

### Evoluzione demografica
Abitanti censiti